# ブルース・オン・ザ・バイユー
『ブルース・オン・ザ・バイユー』（Blues on the Bayou）は、アメリカ合衆国のブルース・ミュージシャン、B.B.キングが1998年に発表したスタジオ・アルバム。

## 解説
B.B.キング自身がプロデュースを担当した初のアルバム。キング自身によれば、自分のツアー・バンドと共に4日でレコーディングを終了させたという。キングが過去に発表した楽曲の再録と、新曲が混在した内容である。
キングの母国アメリカでは、総合チャートのBillboard 200で186位、ビルボードのブルース・アルバム・チャートでは2位に達した。本作はグラミー賞最優秀トラディショナル・ブルース・アルバム賞を受賞し、キングにとってアルバム『ブルース・サミット』（1993年）以来となるグラミー受賞を果たした。

## 収録曲
特記なき楽曲はB.B.キング作。1. 9. 15はインストゥルメンタル。
1. ブルース・ボーイズ・チューン - Blues Boys Tune – 3:28
2. バッド・ケース・オブ・ラヴ - Bad Case of Love – 5:28
3. アイル・サヴァイヴ - I'll Survive (B.B. King, Sam Ling) – 4:51
4. ミーン・オル・ワールド - Mean Ole' World – 4:29
5. ブルース・マン - Blues Man – 5:18
6. ブロークン・プロミス - Broken Promise (B.B. King, S. Ling) – 3:32
7. ダーリン・ホワット・ハップンド - Darlin' What Happened – 5:24
8. シェイク・イット・アップ・アンド・ゴー - Shake It Up and Go (B.B. King, J. Taub) – 3:08
9. ブルース・ウィ・ライク - Blues We Like – 5:06
10. グッド・マン・ゴーン・バッド - Good Man Gone Bad (B.B. King, J. Taub, and F. Walsh) – 3:19
11. イフ・アイ・ロスト・ユー - If I Lost You (B.B. King, J. Taub) – 4:56
12. テル・ミー・ベイビー - Tell Me Baby (B.B. King, S. Ling) – 3:26
13. アイ・ゴット・サム・アウトサイド・ヘルプ・アイ・ドント・ニード - I Got Some Outside Help I Don't Need (B.B. King, D. Clark) – 4:36
14. ブルース・イン・"G" - Blues in "G" – 3:26
15. イフ・ザット・エイント・イット・アイ・クイット - If That Ain't It I Quit – 3:21

## 参加ミュージシャン
- B.B.キング - ボーカル、ギター
- ジェイムズ・ボールデン - トランペット
- スタンリー・アバーナシー - トランペット
- ウォルター・R. キング - サクソフォーン
- メルヴィン・ジャクソン - サクソフォーン
- レオン・ウォーレン - ギター
- ジェイムズ・トニー - キーボード
- マイケル・ドスター - ベース
- ケイレプ・エンフェリー・ジュニア - ドラムス
- トニー・コールマン - パーカッション
- フィル・マーシャル - ストリングス・アレンジ